# Denta
Denta (en hongrois : Denta, en allemand : Denta ou Tenta) est une commune du județ de Timiș en Roumanie.